# Anton Leuthe
Anton „Toni“ Leuthe (* 21. November 1922 in Singen; † 2008) war ein deutscher Gewichtheber.

## Werdegang
Anton Leuthe begann mit 16 Jahren mit dem Gewichtheben. Er stammte aus Singen/Hohentwiel und erlernte dort den Beruf eines Werkzeugschlossers, den er später u. a. auch in der Schweiz ausübte. Krieg und Nachkriegszeit hemmten ihn in seiner sportlichen Entwicklung, so dass er erst 1950 erstmals von sich reden machte, als er als Angehöriger des SV Fellbach in einem Freundschaftskampf gegen die schwedische Nationalmannschaft im Leichtgewicht (bis 67,5 kg Körpergewicht) 315 kg erzielte und nur knapp dem Schweden Persson, der 317,5 kg erzielte, unterlag. 1951 sorgte er für einen Paukenschlag, als er in Thalwil/Schweiz mit 107,5 kg im Reißen, 135 kg im Stoßen und 345 kg im olympischen Dreikampf drei neue deutsche Rekorde erzielte. Jedoch konnte er diese Leistungen, mit der er zur absoluten Weltspitze gehört hätte, nie mehr bestätigen. Toni Leuthe blieb bis 1960 aktiv und hob ab 1953 im Mittelgewicht (bis 75 kg Körpergewicht). Leistungsmäßig stand er etwa auf Höhe der deutschen Spitzenheber der späten 1930er Jahre. Für internationale Erfolge reichte dieses Niveau nicht mehr aus.

## Ergebnisse

### Internationale Meisterschaften
(OS = Olympische Spiele, WM = Weltmeisterschaft, EM = Europameisterschaft, Le = Leichtgewicht, Mi = Mittelgewicht, Ls = Leichtschwergewicht)
- 1952, unplatziert, OS in Helsinki, Le, nach drei Fehlversuchen im Stoßen, Sieger: Thomas Kono, USA, 362,5 kg vor Jewgeni Lopatin, UdSSR, 350 kg;
- 1955, 9. Platz (7. Platz), WM + EM in München, Mi, mit 352,5 kg, Sieger Peter George, USA, 405 kg, vor Fjodor Bogdanowski, UdSSR, 405 kg

### Länderkämpfe
- 1950 gegen USA, Le, 320 kg – Joe Pitman, 340 kg;
- 1952 gegen Österreich, Le, 320 kg – Josef Tauchner, 322,5 kg;
- 1952 gegen Frankreich, Le, 305 kg – Jaques Nogues, 297,5 kg;
- 1954 gegen Österreich, Mi, 345 kg – Hans Bröckl, 305 kg;
- 1954 gegen Frankreich, Mi, 350 kg – Georges Firmin, 360 kg;
- 1955 gegen Frankreich, Mi, 335 kg – Roger Gerber, 317,5 kg;
- 1957 gegen Frankreich, Mi, 352,5 kg – Marcel Paterni, 377,5 kg

### Deutsche Meisterschaften
- 1950, 1. Platz, Le, VK, mit 395 kg, vor Fritz Schwemmer, Nürnberg, 362,5 kg und Heinz Kilian, Duderstadt, 360 kg;
- 1951, 1. Platz, Le, mit 310 kg, vor Kilian, 292,5 kg;
- 1953, 1. Platz, Mi, mit 335 kg, vor Adolf Wagner (Gewichtheber), Essen, 332,5 kg und Schwemmer, 325 kg;
- 1954, 1. Platz, Mi, mit 350 kg, vor Karl-Heinz Haag, Moers, 332,5 kg und Schwemmer, 320 kg;
- 1955, 1. Platz, Mi, mit 347,5 kg, vor Fritz Schneider, TSV 1860 München, 345 kg und Schwemmer, 320 kg;
- 1956, 1. Platz, Mi, mit 360 kg, vor Konrad Schwarzbauer, Schrobenhausen, 357,5 kg und Schneider, 352,5 kg;
- 1957, 4. Platz, Mi, mit 35 kg, hinter Roland Lortz, Groß-Zimmern, 375 kg, Alfred Hintz, Hannover, 372,5 kg und Schwarzbauer, 360 kg;
- 1959, 2. Platz, Mi, mit 355 kg, hinter Helmut Werheid, Köln, 355 kg und vor Gerd Schuster, Bitburg, 345 kg;
- 1960, 2. Platz, Ls, mit 370 kg, hinter Helmut Kienert, Berlin, 372,5 kg und vor Willi Müller, Flözlingen, 352,5 kg

### Deutsche Rekorde
- im beidarmigen Drücken: 117,5 kg, 1956 in Stuttgart, Mi
- im beidarmigen Reißen: 107,5 kg, 1951 in Thalwil/Schweiz, Le
- im beidarmigen Stoßen: 135 kg, 1951 in Thalwil/Schweiz, Le
- im olympischen Dreikampf: 345 kg, 1951 in Thalwil/Schweiz